# Javad Foroughi
Javad Foroughi (n. 11 septembrie 1979, Dehloran⁠(d), Provincia Īlām, Iran) este un trăgător de tir ce a reprezentat Iran, medaliat olimpic. A participat la o ediție a Jocurilor Olimpice (2020) în care a câștigat o medalie de aur.